# Tocoyena costanensis
Tocoyena costanensis är en måreväxtart som beskrevs av Julian Alfred Steyermark. Tocoyena costanensis ingår i släktet Tocoyena och familjen måreväxter.

## Underarter
Arten delas in i följande underarter:
- T. c. andina
- T. c. costanensis